# Большой Козловский переулок
Большо́й Козло́вский переу́лок — улица в центре Москвы в Басманном районе между Мясницкой улицей и Большим Харитоньевским переулком.

## Происхождение названия
Большой и Малый Козловские переулки получили название в середине XVIII века по прозванию домовладельца Козёл (назывались также Козловыми и Козьими). Большой Козловский переулок именовался также Гусятников — по фамилии домовладельца; затем Чудовский — по ближнему подворью Чудова монастыря.

## Описание
Большой Козловский переулок начинается от Мясницкой улицы, образуя стрелку с Мясницким проездом, проходит на юго-восток, слева к нему примыкает Боярский переулок, затем поворачивает на юг и доходит до Большого Харитоньевского, за которым переходит в Малый Козловский переулок.

## Примечательные здания и сооружения

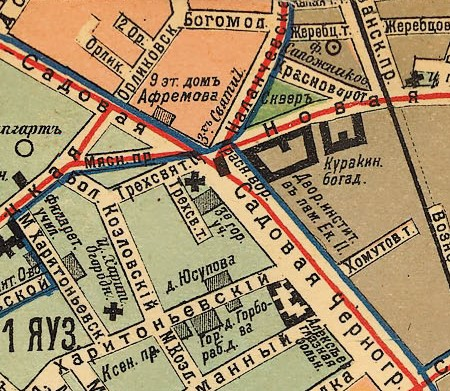
"Бол.Козловский переулок на карте 1913 года.

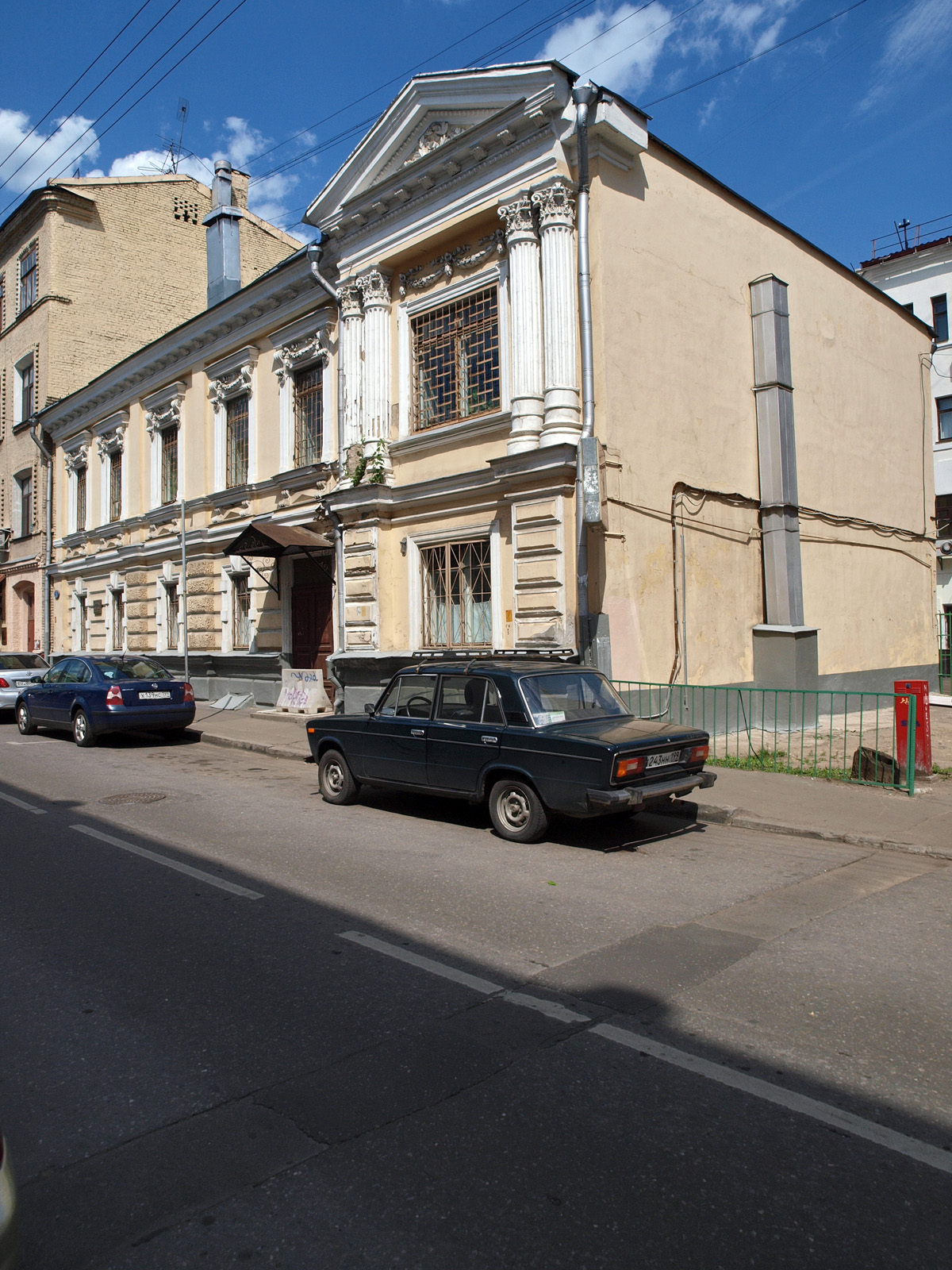
№ 5, дом Рутковского (1888, арх. Б. В. Рутковский)

### По нечётной стороне
- № 1 — доходный дом (1889, архитектор К. Ф. Буссе).
- № 3 — доходный дом (1901, архитектор И. Г. Кондратенко).
- № 5 — особняк Рутковского (1888, архитектор Б. В. Рутковский). Здание занимает стоматологическая поликлиника № 53 (ГАУЗ СП № 53 ДЗМ).
- № 5, стр. 2А — ФГУП Космическая связь, филиал Центр космической связи «Сколково».
- № 7 — жилой дом Народного комиссариата почт и телеграфов СССР (конец 1920-х — начало 1930-х, архитектор Д. Ф. Фридман)[1][2]. В рамках гражданской инициативы «Последний адрес» на доме установлена мемориальная табличка в память о жильце этого дома начальнике АХО Управления почтовой связи Станиславе Францевиче Тачко, расстрелянном в годы сталинских репрессий[3]. По сведениям правозащитного общества «Мемориал», в годы террора были расстреляны 2 жильца этого дома[4].
- № 9 — здание училища, было перестроено в 1878 году архитектором М. Г. Пиотровичем. В настоящее время — детская поликлиника № 34 ЦАО;
- № 11, стр. 1 и 2 — жилые дома (конец 1920-х — начало 1930-х)[1]
- № 11, стр. 4,  памятник архитектуры (вновь выявленный объект) — административный корпус (1927, 1974).
- № 13/17 (по Большому Харитоньевскому переулку) — палаты Ратманова (конец XVII — начало XVIII веков).

### По чётной стороне
- № 2/46 — жилой дом (1874, архитектор И. П. Хородинов). Здесь жил художник и поэт Борис Земенков[5].
- № 4 — особняк А. Я. Павлова — Севрюговых (1874, архитектор П. С. Кампиони; в 1890 году перестроен по проекту П. А. Дриттенпрейса). С 8 октября 1918 года в особняке располагался штаб Московской кавалерийской дивизии[6].
- № 6 — административное здание (конец 1920-х — начало 1930-х)[1]. С 1940-х годов здание находилось в ведении Министерства обороны СССР, в нём располагался Главный штаб ВМФ СССР[7]. Ныне — Российский государственный военный историко-культурный центр[8]. Там же расположен Департамент транспортного обеспечения Министерства обороны РФ[9].
- № 8 — доходный дом (1913, архитектор Г. К. Олтражевский).
- № 12 — доходный дом С. Е. Шугаева (1910, архитектор И. Г. Кондратенко).